# نيل أندرسون (سياسي)
نيل أندرسون (بالإنجليزية: Neil A. Anderson)‏ هو سياسي أمريكي، ولد في 21 فبراير 1947 في ريكسبورغ في الولايات المتحدة. حزبياً، نشط في الحزب الجمهوري. وقد انتخب عضو مجلس نواب ايداهو.